# 홍수예보
홍수예보는 국토해양부에서 홍수피해를 최소화하기 위해 홍수의 규모와 발생시간을 예측하여 사전에 알려주는 것으로 현재 전국 12대 수계의 주요 37개 지점을 중심으로 홍수예보가 이루어지고 있으며, 홍수예보는 홍수주의보(계획홍수량의 50%)와 홍수경보(계획홍수량의 70%)로 구분된다.

## 홍수예보 발령 및 해제
홍수예보지점의 수위가 계속 상승하여 주의보 수위 또는 경보 수위를 초과할 것으로 예상되는 경우에 발령하며, 수위가 계속 하강하여 경보 수위 또는 주의보 수위 이하로 내려갈 것이 예상되는 경우에는 해제한다.

## 홍수예보 절차
홍수예보는 ①수문자료(강우, 수위, 유량 등)의 관측, ②관측자료의 전송 및 수집, ③모형에 의한 수위 및 유량의 예측과 기상상황 등을 종합적으로 고려한 홍수예보 발령여부의 판단, ④관련기관에 홍수예보의 전달 등 4단계로 크게 구분되며, 관련되는 기술만 해도 수문, 기상, 통신, 전산 등 다양하다.

## 홍수예보시설 현황
홍수예보를 위해서는 수문관측자료의 실시간 자료수집이 무엇보다 중요하며, 수문조사 요소 중 우량, 수위, 유량, 강우레이더 자료가 직접적으로 홍수예보에서 활용된다. 국토해양부 4개 홍수통제소는 현재 우량관측소 422개, 수위관측소 404개, 강우레이더 2개의 관측자료를 실시간 수집하고 있으며, 매년 120여개 지점에서 유량조사를 실시하고 있다.